# 公平な観察者
公平な観察者（こうへいなかんさつしゃ）とは、アダム・スミスによる人間観の概念である。これは人間が自己を客観的に見るために自らの胸中に持つ、利害関心を持たない人間である。これによって人間というのは自らを観察者と公平な観察者に分割し、物事を是認か否認かの裁決を下すようになるということである。人間というのは多くの人間と生活を共にしていることから、自分の感情や行為が多くの人間に是認されれば嬉しいもので否定されれば辛いとのこと。ゆえに人間というのは、自分自身が様々な人間の感情や行為を判断し、そして自らが様々な人間に自らの感情や行動を是認あるいは否定され、こうして公平な観察者の判断のあり方を学ぶようになるということである。そうして人間というのは、自分の感情や行為に対して公平な観察者ならばどのような判断を下すかを想像して、公平な観察者が是認するであろうものに合わせるようになるということである。